# مسابقات جهانی ژیمناستیک ریتمیک ۲۰۱۴
مسابقات جهانی ژیمناستیک ریتمیک ۲۰۱۴ (انگلیسی: 2014 World Rhythmic Gymnastics Championships) سی و سومین دوره مسابقات جهانی ژیمناستیک ریتمیک است که در ازمیر، ترکیه از ۲۱ تا ۲۸ سپتامبر ۲۰۱۴ میلادی برگزار شده است.

## کشورهای شرکت‌کننده
فهرست کشورهای شرکت‌کننده
| - آنگولا - آرژانتین - ارمنستان - استرالیا - اتریش - جمهوری آذربایجان - بلژیک - بلاروس - برزیل - بلغارستان - کانادا - شیلی - چین - کیپ ورد | - کرواسی - کوبا - قبرس - جمهوری چک - مصر - اسپانیا - استونی - فنلاند - فرانسه - بریتانیا - گرجستان - آلمان - یونان - مجارستان | - اسرائیل - ایتالیا - ژاپن - قزاقستان - قرقیزستان - کره جنوبی - لتونی - لیتوانی - مکزیک - نامیبیا - نروژ - لهستان - پرتغال - رومانی | - روسیه - سنگاپور - اسلوونی - آفریقای جنوبی - سان مارینو - صربستان - سوئد - ترکیه - اوکراین - ایالات متحده آمریکا - ازبکستان - ونزوئلا |

## جدول مدال‌ها
| رتبه | کشور      | طلا | نقره | برنز | مجموع |
| ۱    | روسیه     | ۸   | ۴    | ۰    | ۱۲    |
| ۲    | بلغارستان | ۱   | ۱    | ۰    | ۲     |
| ۳    | اسپانیا   | ۱   | ۰    | ۰    | ۱     |
| ۴    | بلاروس    | ۰   | ۱    | ۴    | ۵     |
| ۵    | ایتالیا   | ۰   | ۱    | ۰    | ۱     |
| ۵    | اسرائیل   | ۰   | ۱    | ۰    | ۱     |
| ۶    | اوکراین   | ۰   | ۰    | ۴    | ۴     |
| ۷    | کرهٔ جنوبی | ۰   | ۰    | ۱    | ۱     |